# Louis Willems

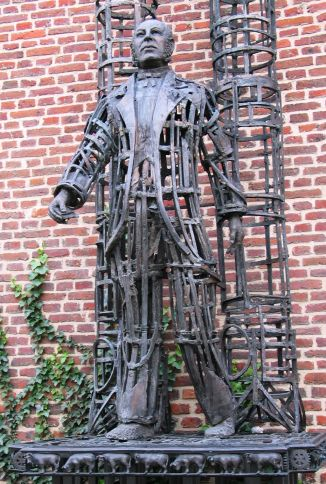
Dokter Louis Willems (26 sep 2004)

Louis Willems (Hasselt, 25 april 1822 - Hasselt, 21 januari 1907) was een Belgische arts, en een van de pioniers van de bacteriologie en immunologie.

## Biografie
Hij studeerde geneeskunde te Leuven en doctoreerde in 1849. Hij was de zoon van Pieter Jan Willems, een jeneverstoker die van 1836 tot 1842 burgemeester was van Hasselt. Zijn standbeeld staat naast het Hasseltse Jenevermuseum.
De streek rond Hasselt kende vanwege van de jeneverindustrie veel veeteelt, omdat de afvalproducten, vergiste granen, gebruikt werden om runderen vet te mesten. Rond 1828 brak in België een epidemie van longpest uit, zoals de eenvoudige landman de ziekte omschreef. In 1833 bereikte de ziekte Nederland, meer bepaald in het zogenoemde "spoelingsdistrict" in en rond Schiedam. Ze bereikte in 1838 Hasselt. Het betrof besmettelijke runderpleuropneumonia, een ziekte die op het einde van de twintigste eeuw nog uitbraken gedaan heeft in Australië in 1973, en in Frankrijk in 1980. In Azië, Afrika, het Iberisch Schiereiland en Oost-Europa is eind twintigste eeuw de ziekte nog steeds aanwezig. Slechts in 1898 werd met zekerheid het voor de ziekte verantwoordelijke organisme beschreven.
Deze ziekte, die een ravage aanrichtte onder het veebestand, raakte de inkomstenbron zelf van het gezin Willems. Onder impuls van een prijsvraag van de Académie Royale de Médecine de Belgique legde de pas afgestudeerde geneesheer zich toe op deze problematiek, en ging hij zich bijscholen aan de École Vétérinaire van Altfort nabij Parijs, en deed hij verdere kennis op in Nederland en in Duitsland. Weldra ontdekte hij in de longen van zieke dieren microscopische organismen (mycoplasma's), die hij als verwekkers van de ziekte bestempelde (nu gekend als Mycoplasma mycoides subspecies mycoides CS).
In analogie met de behandeling van de pokken, spoot hij in het staarteinde van proefdieren een extract van (etter uit) de zieke runderlongen in, en stelde daardoor een lokale infectie vast, die niet meer leidde tot de longziekte. De aanvankelijk toegepaste methode, namelijk inspuitingen in het achterlijf van de runderen, leidde nog al te vaak tot besmetting en dood van de "behandelde" proefdieren. Hij stelde door de verplaatsing van de inentingsplaats bovendien systematisch vast dat nieuwe inspuitingen nog slechts weinig bijkomend negatief effect hadden. En door inentingen bij honden, schapen, kippen, konijnen en kalkoenen, die daarna geen van allen een ziektebeeld vertoonden, kwam hij tot het besluit dat niet hygiënische omstandigheden, maar een inwendige agent, eigen aan runderen, oorzaak was van de epidemie.
Toen hij vaststelde dat de organismen uit de longen van de zieke dieren zich niet ontwikkelden in de proefdieren, besloot hij dat "een niet nader bepaalde stof uit het longextract zorgde voor immuniteit". Alzo beschreef hij voor het eerst het immuniteitsprincipe.
In 1852 schreef hij zijn ervaringen en vaststellingen neer in een met potlood geschreven brief aan de toenmalige minister van Binnenlandse Zaken, Rogier. Naar aanleiding van deze brief werd een commissie opgericht, die zijn bevindingen moest onderzoeken. Er ontstond wereldwijd een controverse, met voor- en tegenstanders in Frankrijk, Duitsland, Zuid-Afrika, Australië, de Verenigde Staten en Rusland, omdat destijds in medische kringen nog geen eensgezindheid bestond over de oorzaken van wat na het werk van Coch en Louis Pasteur algemeen omschreven werd als besmettelijke ziekten: pest, tuberculose enz. Pas in 1864 erkende men de verdienste van zijn werk, en werd het over geheel Europa, Zuidelijk Afrika en Australië verspreid, hoewel het nog lang zou duren vooraleer het ziektemechanisme duidelijk omschreven werd.
In een brief van 29 juni 1880 aan Willems (Rijksarchief Beveren-Waas) stelde Pasteur:

"Ik zag de zeer interessante corpuscula die u vroeger reeds gerapporteerd had, en heb enige proeven gedaan om ze te cultiveren, tot nog toe zonder resultaat. Naar verluidt bent u daar wel in geslaagd. Ik zie uit naar uw publicaties dienaangaande. Ik dank de heer Bouley die me met u in contact bracht, en door wie ik zeer grote waardering heb opgebracht voor uw prachtige ontdekking van preventieve inenting tegen besmettelijke pleuropneumonia."
Het duurde nog tot omstreeks 1900 voordat de inentingen in wetenschappelijke kringen algemeen aanvaard werden. Ondertussen werden de inentingsmethoden verfijnd, en in plaats van nog extracten van zieke longen te moeten gebruiken, werden weldra echte vaccins ontwikkeld.

## Status
Dokter Willems wordt beschouwd als een van de grondleggers van de bacteriologie en van de immunologie. In Diepenbeek werd het Dokter Willemsinstituut opgericht, dat zowel dier- als menskundig onderzoek verricht. Een van de vele verdiensten van dit instituut is zijn baanbrekend werk dat het verricht heeft op het vlak van onderzoek naar MS (Multiple Sclerose).
In het museum Het Stadsmus bevindt zich de brief van Willems aan de minister, maar ook de kroon van de Virga Jesse die de Hasseltse bevolking aan de maagd schonk als dank voor het bevrijden van de stad van de runderziekte. In september 2002 werd een beeld van Louis Willems van de hand van de Hasseltse kunstenaar Luc Steegen heel toepasselijk achter de Provinciale Bibliotheek geplaatst. Dit zou in de weide voor het ouderlijke huis van Dokter Willems geweest zijn, waar zijn eerste proefdieren gegraasd hebben.
In 2005 was hij ook een van de kansmakers op de titel De Grootste Belg, maar haalde de uiteindelijke nominatielijst niet en strandde op nr. 224 van diegenen die net buiten de nominatielijst vielen.
- Bibsys: 3007695
- Bibliothèque nationale de France: cb10491425d (data)
- International Standard Name Identifier: 0000 0003 8338 1074
- Library of Congress Control Number: n2001011830
- Nederlandse Thesaurus van Auteursnamen: 328954276
- Virtual International Authority File: 268496539
- WorldCat: E39PBJhddmxKbBMyGQCvPVqRKd